# Niente paura (film)
Niente paura è un film del 2010 diretto da Piergiorgio Gay.

## Trama
La pellicola ripercorre, attraversando la lettura degli articoli della prima parte della Costituzione italiana e le testimonianze e le opinioni di personaggi noti, i fatti della storia recente dell'Italia, dalle Bombe del 1992-1993 al caso Eluana Englaro, dalla Strage di Bologna alle vittorie e alle imprese della Nazionale italiana di calcio e di Giovanni Soldini. Intervengono con idee e riflessioni Stefano Rodotà, Umberto Veronesi, Margherita Hack, Fabio Volo, Paolo Rossi (attore) e Javier Zanetti, oltre che una serie di persone meno note al grande pubblico. Vengono inoltre riproposte immagini ed interviste del Presidente Sandro Pertini, di Giovanni Falcone e di Antonino Caponnetto.
Le canzoni e i pensieri di Luciano Ligabue intermezzano i vari spezzoni del film.
Niente paura è un documentario che ripercorre alcuni dei principali avvenimenti che hanno riguardato l'Italia negli ultimi trent'anni, portandone in primo piano la dimensione sociopolitica e facendo meditare sulla trasformazione dei valori legati all'identità del nostro paese.
Passando in rassegna gli eventi storici attraverso la loro interpretazione si assemblano materiali diversi all'interno della propria struttura: alle immagini di repertorio (come dalla strage alla stazione di Bologna alla caduta del Muro di Berlino, dall'uccisione di Falcone e Borsellino alla lotta contro le mafie, dalla vittoria italiana ai mondiali di calcio del 1982 e del 2006 al G8) vengono affiancate le interviste a cittadini comuni e a personalità illustri.
L'obiettivo è quello di offrire uno sguardo sugli episodi mostrati e approfondire le tematiche ad essi connessi, filo conduttore - assieme ai testi di Ligabue - è il testo della Costituzione; il suo ruolo primario è quello di creare un unico sistema di riferimento e di verificarne l'effettiva applicazione.
Alla base del film c'è l'idea di far dialogare le storie personali con la Storia di un paese che, nell'ereditare il peso di avvenimenti epocali e nel subire una radicale metamorfosi, si ritrova disorientato, quasi del tutto privo dei principi che ne hanno sancito la nascita come Stato moderno.

## Distribuzione
Il film è uscito nelle sale cinematografiche italiane il 17 dicembre 2010.